# Movimento Vida Superior
Movimento Vida Santa, Vida Elevada, Vida de Autoridade, Vida cristã aprofundada ou Vida Superior, é um movimento iniciado pelos Christian Holiness na Inglaterra. Seu nome vem de um livro de William Boardman, intitulado The Higher Christian Life, que foi publicado em 1858. O movimento é por vezes referido como Movimento Keswick, porque ele foi promovido na convenções em Keswick, Cumbria, Inglaterra. Entretanto há pequenas variações no Movimento Keswick.
A ideia principal do Movimento Vida Superior é que o cristão deveria avançar em sua experiência de conversão inicial e ter uma experiência mais profunda de permitir Deus trabalhar em sua vida, buscando "inteira santificação", também denominado "a segunda bênção", "o segundo toque", "preenchimento com o Espírito Santo", e vários outros termos.
Vida Superior promoveu a ideia de que os professores cristãos que tinham recebido esta bênção de Deus poderiam viver mais santos. Este ensino tem as suas raízes nas doutrinas de perfeição cristã, de John Wesley.

## História

### Antecessores do Movimento Vida Superior
O Movimento Vida Superior foi desencadeado pelos avivalistas norte-americanos Holiness, com sua maior evidência em meados de 1830 Foi neste período que os Metodistas no nordeste do Estados Unidos e não-metodistas no Oberlin College em Ohio começaram a aceitar e promover a doutrina wesleyana da perfeição cristã, ou inteira santificação.
Os Holiness norte-americanos começaram a espalhar-se para a Inglaterra nos anos 1840 e 1850. O evangelista Metodista James Caughey, bem como o presbiteriano Asa Mahan e o presbiteriano que virou congregacionalista Charles Finney começaram a ensinar o conceito em igrejas protestantes na Inglaterra e depois na Irlanda e Escócia.
O pensamento metodista tomava novos rumos no avivamento norte americano, e "a santidade passou a ser vista como o pressuposto e não como o alvo da vida cristã". Isto seria considerado uma “segunda obra da graça”.
Pouco depois destas primeiras infusões de ideias Holiness, o Dr. Walter Palmer e sua esposa Phoebe Palmer de Nova York, foram para a Inglaterra nos anos 1850 e de 1860, para promovê-los. Curiosamente, eles foram proibidos de ministrar nas igrejas wesleyanas, embora fosse promoção de doutrinas wesleyanas e metodistas.
Phoebe Palmer, uma líder leiga, destacou-se por promover reuniões de "santidade" e por publicar um influente periódico, tendo sido evangelista itinerante não somente na Europa, mas também na América do Norte.

### Torna-se um movimento
Os avivalistas Holiness tornaram-se efetivamente um movimento Holiness (Movimento de Santidade) entre 1857 e 1858 que desdobrou-se no que é conhecido como Movimento de Vida Superior entre 1873-75, e é considerada por alguns "o Terceiro Grande Despertamento"
No anos de 1870 William Boardman, autor de The Higher Christian Life, começou a sua própria campanha evangelística na Inglaterra, trazendo com ele Robert Pearsall Smith e sua esposa, Hannah Whitall Smith, para ajudar a espalhar a mensagem Holiness (Santidade).
Em 1 de maio de 1873, Rev. William Haslam introduziu Robert Pearsall Smith para uma pequena reunião Anglicana de clérigos realizada na Capela Curzon, Mayfair, Londres. Dois homens que foram influenciados pelo que ouviram foram Evan Henry Hopkins e Edward William Moore 
Pouco a pouco, igrejas Metodista em Londres ficaram abertas para o conceito de Santidade Cristã, que foi a legítima herança de seu fundador. Robert Pearsall Smith advertiu-lhes que ia acabar por ficar para trás das outras igrejas que tinham abraçado o movimento, e começaram a convidar professores do Movimento Vida Superior para explicar a doutrina que lhes foi confiada.
A primeira reunião em grande escala do movimento Vida Superior teve lugar entre 17 e 23 julho de 1874, sediada por Lord e Lady Mount Temple. As reuniões foram realizadas principalmente para estudantes cristãs na Universidade de Cambridge. No final destas reuniões, Sir Arthur Blackwood, presidente da Sociedade Missionária, sugeriu uma outra série de reuniões para a promoção de santidade a ser realizado em Oxford no verão seguinte.
A Convenção para a Promoção da Santidade foi realizado em Brighton entre 29 de maio e 7 de junho de 1875. O proeminente evangelista americano Dwight L. Moody elogiou as reuniões ocorridas em Brighton e disse que foram muito importante. Moody e Ira Sankey agitavam a Inglaterra com evangelismos entre 1873-74. Boardman e Robert e Hannah Whithall Smith pregaram "santidade" e "vida superior" na convenção de Brighton, que foi elogiada por Moody. Harford Battersby participou desta convenção e fez arranjos para houvesse uma em sua paróquia em Keswick. Ele foi o reconhecido líder desta convenção anual durante vários anos até a sua morte.
Uma gradual distinção foi desenvolvida entre os tradicionais metodistas e os oradores do Movimento Keswick. Keswick assumiu um tom mais calvinista; os pregadores do Movimento Keswick tomaram cuidado de distanciar-se da doutrina da erradicação wesleyana. Doutrina essa de que o pecado original poderia ser completamente extinto da alma cristã antes da morte.

### Sucessores do Movimento Vida Superior
O desdobramento desta filosofia cristã se deu pós a guerra civil (1861-1865) quando passou-se a fazer uma referência a um pentecostes neotestamentário como uma evidência de "segunda bênção", distinto da conversão, e a "santidade" seria, naquela época, considerada o Batismo com o Espírito Santo; bem como houve destaque para o surgimento de profecias, curas e milagres. Diversas igrejas metodistas, além de outras denominações, se associaram em torno do movimento "santidade", e como resultante pós movimento os "líderes holiness passaram a falar no “batismo com o Espírito Santo e com fogo” como sendo uma terceira experiência na vida cristã, distinta tanto da conversão quanto da plena santificação".
Antes unidos em torno de um movimento por "santidade" e "vida superior", os movimentos que seguiram essa corrente no século XX, uniram-se em torno de outra simbologia, ou nomenclatura, a palavra “pentecostal”. Seria então valorizado o batismo “com”, “do” ou “no” Espírito Santo. Este outro derivado movimento foi promovido por Charles Fox Parham (1873-1929), a partir de 1900, contudo influenciando pelo movimento "santidade". O nome "pentecostal" agregado ao nome das igrejas surgiu por meio do movimento de Parham, pois após um concílio entre os que aderiam o movimento de Parham, foi estabelecido que as igrejas que agregadas ao Movimento Pentecostal deveriam incorporar aos nomes de suas igrejas a palavra "Pentecostal" ou "Assembleia de Deus.
O movimento "santidade" foi querido pelos pentecostais, e se identifica com o Movimento Neopentecostal, entretanto houve diferentes variações. Para este último houve o distanciamento da "prática cristã social", e o distanciamento da necessidade do "esforço pessoal" para alcançar a bênção.

## Livros que tratam do assunto
- Harford, C. F., ed. The Keswick Convention; its Message, its Method and its Men, London, 1907.
- Harford-Battersby, T. D. Memoirs of the Keswick Convention, 1890.
- Hopkins, E. H., The Story of Keswick, London, 1892.
- Pierson, A. T., The Keswick Movement, Nova Iorque.
- B.B. Warfield, Perfectionism, Philadelphia, 1958, ISBN 0-87552-528-8.
- Robertson McQuilkin, The Keswick View: Five Views of Sanctification, ISBN 0-310-21269-3 Zondervan Pub.
- Pollock, J. C.,  A Cambridge Movement,  London, John Murray, 1953.
- Packer, J. I., Keep In Step With The Spirit, 1984, ISBN 0-8010-6558-5.  — See chapter 4.
- Pyne, Robert A., and Matt Blackmon, "A Critique of the Exchanged Life", 2006 Bibliotecha Sacra 163, April-June